# Винча, Юозас
Юозас (Джозеф, Джо) Винча (лит. Juozas (Joseph) Vinča, англ. Joe Vincha; 27 ноября 1905, Шавли, Ковенская губерния — 29 августа 1990, Бостон) — литовский боксёр, представитель полутяжёлой весовой категории. Представлял национальную сборную Литвы на летних Олимпийских играх в Амстердаме, в 1929—1933 годах боксировал на профессиональном уровне. Позже эмигрировал в США.

## Биография
Юозас Винча родился 27 ноября 1905 года в городе Шавель Ковенской губернии Российской империи.
Начал спортивную карьеру в 1925 году, первое время занимался тяжёлой атлетикой, но вскоре по совету своего наставника Стяпонаса Дарюса перешёл в бокс. Год спустя уже стал чемпионом Литвы по боксу, позже в 1927 и 1928 годах становился чемпионом балтийских первенств, побеждал боксёров из Латвии, Эстонии, Восточной Пруссии.
Наибольшую известность как спортсмен получил в 1928 году, когда вошёл в основной состав литовской национальной сборной по боксу и благодаря череде удачных выступлений удостоился права защищать честь страны на летних Олимпийских играх в Амстердаме. На Играх в стартовом поединке полутяжёлой весовой категории благополучно прошёл француза Робера Фоке, тогда как во втором четвертьфинальном бою нокаутом потерпел поражение от представителя Южной Африки Дональда Маккоркиндейла. На тот момент это был лучший результат в истории литовского бокса, впервые представленного в олимпийской программе — успех Винчи способствовал популяризации этого вида спорта в стране.
Вскоре после амстердамской Олимпиады Юозас Винча отправился в США, где в 1929 году начал карьеру профессионального боксёра. Выступал при содействии этнического литовца Джека Шарки, с переменным успехом провёл 20 поединков и в 1931 году в связи с травмой запястья вынужден был вернуться в Литву. В 1933 году пробовал возобновить карьеру профессионального боксёра во Франции, но провёл только два боя и вновь получил травму. Впоследствии ещё некоторое время выступал как борец в Англии и Франции.
Завершив спортивную карьеру, в 1934—1938 годах служил в литовской полиции в Клайпеде.
Во время Второй мировой войны бежал в Германию, а оттуда вновь переправился в США. Вплоть до 1954 года выступал на различных американских соревнованиях по борьбе.
Умер 29 августа 1990 года в Бостоне в возрасте 84 лет.